# 日本侠客伝 関東篇
『日本侠客伝 関東篇』は、1965年（昭和40年）製作・公開、マキノ雅弘監督による日本の長篇劇映画、任侠映画である。高倉健主演の「日本侠客伝」シリーズ第3作。

## スタッフ
- 製作：岡田茂
- 企画：俊藤浩滋、日下部五朗
- 監督：マキノ雅弘
- 脚本：村尾昭、
笠原和夫、野上龍雄
- 撮影：𠮷田貞次
- 照明：和多田弘
- 録音：野津裕男
- 美術：富田次郎
- 音楽：斉藤一郎

- 主題歌：「男の情炎」（歌：北島三郎）

- 編集：河合勝巳
- 助監督：富田義治
- 記録：国定淑子
- 装置：矢守好弘
- 装飾：中岡清
- 美粧：佐々木義一
- 結髪：妹尾茂子
- 衣裳：三上剛
- 擬斗：谷俊夫
- 進行主任：並河正夫
- 製作東映京都撮影所
- 上映時間  : 94分
- フォーマット : カラー映画（フジカラー） - スコープ・サイズ（2.35:1） - モノラル録音
- 公開日： 日本 1965年8月12日
- 配給： 東映

## 出演者
- 江島勝治：鶴田浩二

- 磯村松夫：長門裕之
- 三谷加平：大木実

- 市川栄（いちかわ えい）：南田洋子
- 光子：藤純子

- 東吉：待田京介
- ぼうだら：山城新伍
- 宮下：山本麟一
- 赤目：曽根晴美
- 郷田勢之助：天津敏
- 石川利三郎：遠藤辰雄
- 太平洋：田中春男

- 伊勢定：阿部九州男
- 寺岡善次郎：加賀邦男
- 安田：関山耕司
- メリケンの哲：潮健児
- ：国一太郎
- アンコ辰：汐路章
- 新太郎：丹羽又三郎
- 竹口：片岡栄二郎
- 森田：原健策

- 網清：堀正夫
- 海坊主：加藤浩
- 佃長：藤木錦之助
- 小揚イ：佐々五郎
- 由：名護屋一
- 黒木：鈴木金哉
- 白井：唐沢民賢
- ハリケーンの襄：佐藤晟也
- ：相原昇

- 近甚：村居京之輔
- 山源：源八郎
- おせき：東竜子
- 寿美：森美千代
- 「まとい寿司」女店員：西崎さかえ
- ：波千鶴
- 女秘書：勝山まゆみ
- 小揚の女房：丸平峰子
- おでん屋亭主：浪花五郎
- 魚金：五里兵太郎

- 魚豊：佐々木松之丞
- 巡査：高並功
- 刑事B：西田良
- 刑事A：疋田圀男
- 丸山：森源太郎
- 竹：山下義明
- 小揚口：野口泉
- ：有島淳平
- ：加藤匡志
- ：島田秀雄
- ：熊谷武
- 八十川波右衛門：丹波哲郎（特別出演）[1]
- サブ：北島三郎
- 緒方勇：高倉健